# 川崎医科大学附属病院
川崎医科大学附属病院（かわさきいかだいがくふぞくびょういん）は、岡山県倉敷市松島にある川崎医科大学附属の大学病院である。

## 特徴
- 大学附属の病院として、岡山市にある岡山大学病院とともに、岡山県内の地域医療の中心的な役割を果たしている。
- 大学病院としてだけでなく、民間総合病院としても大規模であり、さらに同市内には倉敷中央病院（1,116床）も存在する。
- 高度救命救急センターを併設しており、ドクターヘリ事業を行っている。これは、1999年10月1日より2001年3月31日まで1年半にわたって厚生省の試行的事業として行ったのが始まりで、これは同時期に試行された神奈川県の東海大学医学部付属病院とともに日本で初の事例である。
- 本院とは別に、大学設立の母体となった川崎医科大学総合医療センターが岡山市にある。経営も学校法人川崎学園が行っている。
- 私立の新設大学・病院ではよく見受けられる事であるが、小高い丘の上に立地しているため、各病棟間の接続が複雑で、患者や見舞い客は院内でよく迷うことがあり、その対策として、開設当初よりロビーに大学とその周辺の立体模型が展示されている。この模型は現在も更新されている。
- 以前は倉敷駅の駅ビルにサテライトクリニックを開設していたが、患者はスタッフや設備の揃った施設を好む傾向にあり、結果、廃院となった。
- 改装後より各部屋の前に表示されている写真は本院敷地にある松であり、所在地の松島を象徴する木である。

## 沿革
- 1970年 - 川崎医科大学の設置が認可。

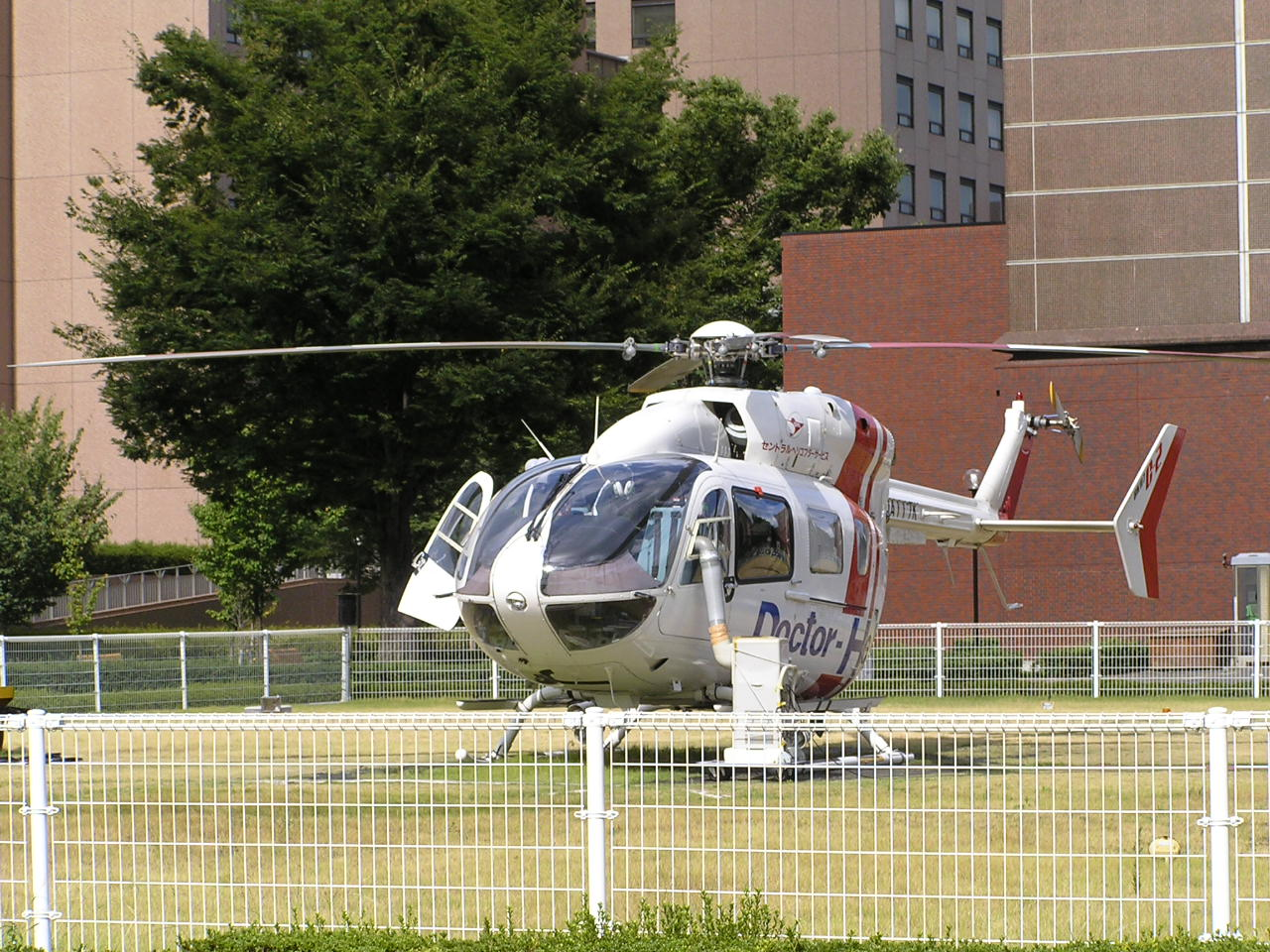
ドクターヘリ

- 1973年 - 附属病院の開設が許可。（病床数1,052床）
- 1977年 - 救急告示病院として認可。
- 1985年 - 特定承認保険・療養取扱機関として承認。
- 1990年 - 老人性認知症センター設置病院として指定。
- 1991年 - 精神病棟を開設（24床）。
- 1993年 - 言語聴覚療法部を開設。
- 1994年 - 高度救命救急センターを認可。
- 1994年 - エイズ治療拠点病院として指定。
- 1997年 - 災害拠点病院（地域災害医療センター）として指定。
- 1999年 - ドクターヘリ試行的事業を開始
- 2000年 - 精神病棟28床に増床（病床数1,182床）。地域周産期母子医療センターとして指定。
- 2001年 - ドクターヘリ導入促進事業を開始。
- 2002年 - 回復期リハビリテーション病棟を開設。新生児特定集中治療室(NICU)を開設、高次脳機能障害支援モデル事業の岡山県拠点病院として指定。
- 2004年 - 地域リハビリテーション推進事業岡山県支援センターとして指定。
- 2005年 - 日本医療機能評価機構認定
- 2007年 - 通院治療センター(20床)開設
- 2010年 - 日本医療機能評価機構ver.6更新認定

## 診療科
- 総合診療部

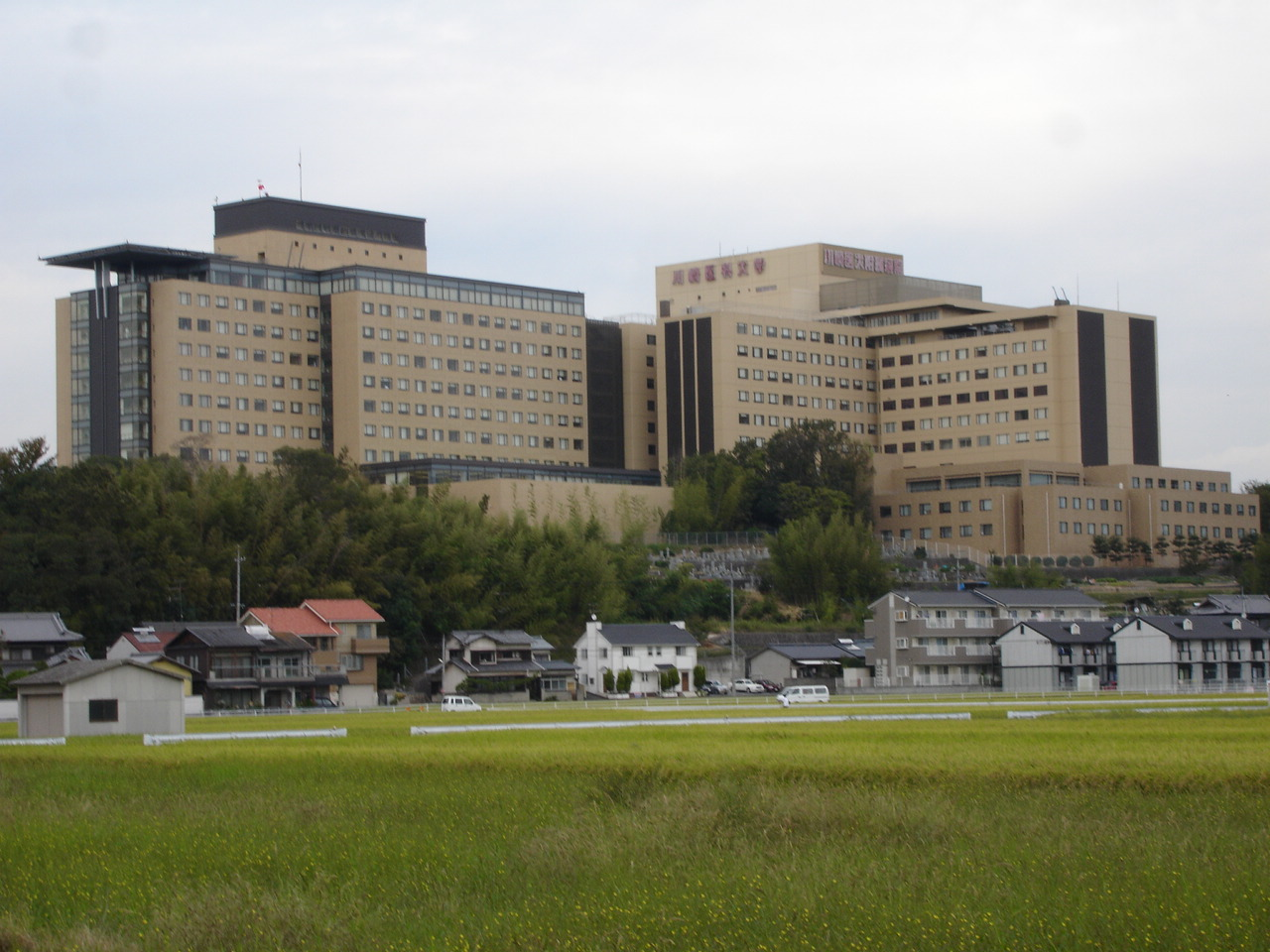
南側から撮影

- 内科（血液、神経、肝・胆・膵、食道・胃腸、循環器、呼吸器、腎臓・リウマチ、糖尿病・内分泌）
- 小児科
- 新生児科
- 皮膚科
- 心療科
- 外科（消化器、胸部心臓血管、乳腺甲状腺、小児）
- 脳神経外科
- 整形外科
- 形成外科・美容外科
- 泌尿器科
- 産婦人科
- 眼科
- 耳鼻咽喉科
- 脳卒中科
- リハビリテーション科
- 放射線科（画像診断、治療、核医学診療）
- 救急部
- 口腔外科・矯正歯科
- 公衆衛生部
- 健康診断センター
- 麻酔・集中治療部
- 臨床腫瘍科
- 遺伝診療部

## 学会認定施設
出典
| 日本整形外科学会                         | 日本眼科学会                         |
| 日本耳鼻咽喉科学会                       | 日本形成外科学会                     |
| 日本泌尿器科学会                         | 日本心身医学会                       |
| 日本肝臓学会                             | 日本循環器学会                       |
| 日本血液学会                             | 日本リウマチ学会                     |
| 日本腎臓学会                             | 日本糖尿病学会                       |
| 日本透析医学会                           | 日本大腸肛門病学会                   |
| 日本消化器外科学会                       | 日本小児科学会                       |
| 日本救急医学会                           | 日本リハビリテーション医学会         |
| 日本集中治療医学会                       | 日本超音波医学会                     |
| 日本核医学会                             | 日本脳神経外科学会                   |
| 日本産科婦人科学会                       | 日本医学放射線学会                   |
| 日本内科学会                             | 日本消化器内視鏡学会                 |
| 日本老年医学会                           | 日本神経学会                         |
| 日本小児外科学会                         | 日本口腔外科学会                     |
| 日本乳癌学会                             | 日本呼吸器学会                       |
| 日本麻酔科学会                           | 日本放射線腫瘍学会                   |
| 日本環境感染学会                         | 日本呼吸器内視鏡学会                 |
| 日本人間ドック学会                       | 日本外科学会                         |
| 日本胸部外科学会                         | 日本心臓血管外科学会                 |
| 日本血管外科学会                         | 日本臨床細胞学会                     |
| 日本消化器病学会                         | 日本内分泌学会                       |
| 日本周産期・新生児医学会                 | 日本老年精神医学会                   |
| 日本輸血・細胞治療学会                   | 日本病態栄養学会                     |
| 日本脳卒中学会                           | 日本臨床腫瘍学会                     |
| 日本インターベンショナルラジオロジー学会 | 日本静脈経腸栄養学会                 |
| 日本臨床検査医学会                       | 呼吸器外科専門医合同委員会           |
| 日本精神神経学会                         | 日本病理学会                         |
| 日本感染症学会                           | 日本手外科学会                       |
| 日本がん治療認定医機構                   | 日本航空医療学会                     |
| 日本消化器がん検診学会                   | 日本脈管学会                         |
| 日本高血圧学会                           | 日本アレルギー学会                   |
| 日本認知症学会                           | 日本内分泌外科学会                   |
| 日本甲状腺外科学会                       | 日本緩和医療学会                     |
| 日本頭頸部外科学会                       | 日本脳神経血管内治療学会             |
| 日本皮膚科学会                           | 日本腹膜透析医学会                   |
| 日本肝胆膵外科学会                       | 日本胃癌学会                         |
| 日本生殖医学会                           | 日本胆道学会                         |
| 日本熱傷学会                             | 日本心血管インターベンション治療学会 |
| 日本総合病院精神医学会                   | 日本産業衛生学会                     |
| 日本気管食道科学会                       | 日本食道学会                         |
| 日本外科感染症学会                       | 日本カプセル内視鏡学会               |
| 日本動脈硬化学会                         | 日本急性血液浄化学会                 |
| 日本病院総合診療医学会                   | 日本産科婦人科内視鏡学会             |
| 日本ペインクリニック学会                 | 日本脊椎脊髄病学会                   |
| 日本臨床神経生理学会                     | 日本睡眠学会                         |
| 日本膵臓学会                             | 日本甲状腺学会                       |
| 日本人類遺伝学会                         | 日本遺伝カウンセリング学会           |
| 日本腹部救急医学会                       | 日本心臓血管麻酔学会                 |
| 日本耳科学会                             | 日本女性医学学会                     |
| 日本脳神経外傷学会                       | 日本小児感染症学会                   |

## 指定医療機関
出典
| 保険医療機関                                                                             | 特定機能病院                                             |
| 災害拠点病院（地域災害医療センター）                                                     | 高度救命救急センター                                     |
| 臨床研修病院                                                                             | 地域がん診療連携拠点病院                                 |
| エイズ治療の中核拠点病院                                                                 | 特定疾患治療研究事業委託医療機関                         |
| DPC対象病院                                                                              | 地域周産期母子医療センター                               |
| 労災保険指定医療機関                                                                     | 指定自立支援医療機関（育成・更生・精神）                 |
| 身体障害者福祉法指定医の配属されている医療機関                                           | 精神保健指定医の配置されている医療機関                   |
| 生活保護法指定医療機関                                                                   | 指定養育医療機関                                         |
| 指定小児慢性特定疾病医療機関                                                             | 難病の患者に対する医療等に関する法律に基づく指定医療機関 |
| 原子爆弾被爆者医療指定医療機関                                                           | 原子爆弾被爆者一般疾病医療取扱医療機関                   |
| 公害医療機関                                                                             | 母体保護法指定医の配置されている医療機関                 |
| 臓器移植法による臓器提供施設                                                             | 肝炎一次専門医療機関                                     |
| 岡山県消化管精密検診施設                                                                 | 岡山県肺がん精密検診機関                                 |
| 岡山県乳がん精密検診機関                                                                 | がんゲノム医療連携病院（岡山大学病院・九州大学病院）     |
| 一般社団法人日本遺伝性乳癌卵巣癌総合診療制度機構遺伝性乳癌卵巣癌総合診療施設（基幹施設） |                                                          |
| 岡山県難病医療協力病院                                                                   | 肝がん・重度肝硬変治療研究促進事業指定医療機関           |
| 大動脈緊急症拠点病院                                                                     |                                                          |

## 系列施設
- 川崎医科大学
- 川崎医療福祉大学
- 川崎医療短期大学
- 川崎医科大学附属高等学校
- 川崎医科大学総合医療センター

## 交通アクセス
- 山陽本線中庄駅からタクシーかバス。
- 山陽本線倉敷駅からタクシーかバス。
- 山陽自動車道倉敷JCTか岡山JCT、早島ICで降り、県道162号岡山倉敷線。
- 岡山駅・天満屋からバス。